# 最小上界

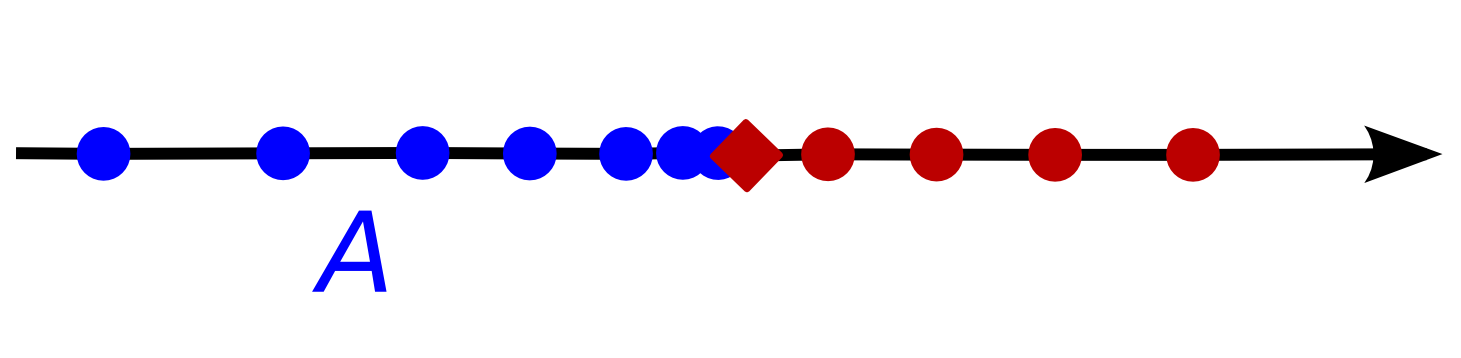
实数集合 A（蓝色球），A 的上界集合（红色球），和 A 的最小上界也就是上确界（红色菱形）。

最小上界，亦称上确界（英語：Supremum，记为sup S）是数学中序理论的一个重要概念，在格论和数学分析等领域有广泛应用。

## 定义
给定偏序集合(T,≤)，对于S⊆T，S的上确界sup(S)定义为S的所有上界组成的集合的最小元（若有）。即sup(S)满足：
- ∀s∈S ⇒ s≤sup(S)
- ∀t∈T，若t满足∀s∈S ⇒ s≤t，则有sup(S)≤t。
- sup(S)∈T。

上确界也被称为最小上界、lub 或 LUB，在格论中也被称为并，在序理论中S的上确界也被记为{\displaystyle \vee }S。
- 若S包含最大元素，则该元素就是上确界。
- 若S有上确界，则上确界是唯一的。
- 上确界的对偶概念最大下界叫做下确界或交。
- 偏序集合的子集可能没有上确界，即使它有上界。
- 上确界一定不能混淆于极小，上界，极大元或最大元。

## 数学分析中的上确界
在数学分析中，实数的集合S的上确界或最小上界记为 sup(S)，并被定义为大于或等于 S 中所有成员的最小实数。实数的一个重要性质是它的完备性：实数集合的所有非空子集是有上界的就是这个实数集合成员的上确界。

### 例子
{\displaystyle \sup\{1,2,3\}=3\,}
{\displaystyle \sup\{x\in \mathbb {R} :0<x<1\}=\sup\{x\in \mathbb {R} :0\leq x\leq 1\}=1\,}
{\displaystyle \sup\{(-1)^{n}-{\frac {1}{n}}:n\in \mathbb {N} \}=1\,}
{\displaystyle \sup\{a+b:a\in A{\mbox{ and }}b\in B\}=\sup(A)+\sup(B)\,}
{\displaystyle \sup\{x\in \mathbb {Q} :x^{2}<2\}={\sqrt {2}}\,}
这个有理数的集合的上确界是个无理数，这意味着有理数是不完备的。
此外，如果我们定义在 S 是空集的时候 sup(S) = −∞ 和在 S 没有上界的时候 sup(S) = +∞ ，则实数的所有集合都在扩展的实数轴上有上确界。
{\displaystyle \sup \mathbb {Z} =\infty \,}
{\displaystyle \sup \varnothing =-\infty \,}
如果上确界属于这个集合，则它是这个集合的最大元素。术语极大元在处理实数或任何其他全序集合的时候是同义的。
要证明 a = sup(S)，必须证明 a 是 S 的上界并且 S 的任何其他上界大于 a；等价地，也可以证明 a 是 S 的上界并且小于 a 的任何数都不是 S 的上界。